# توماس جی. رابرتسون
توماس جی. رابرتسون (به انگلیسی: Thomas James Robertson) سناتور سابق عضو حزب جمهوری‌خواه ایالات متحده آمریکا بود. وی در سال ۱۸۶۸ تا ۱۸۷۷ میلادی سناتور ایالت کارولینای جنوبی در سنای ایالات متحده آمریکا بود.